# Talbotiomyces
Talbotiomyces är ett släkte av svampar. Talbotiomyces ingår i familjen Entorrhizaceae, ordningen Entorrhizales, klassen Entorrhizomycetes, divisionen basidiesvampar och riket svampar.
|               | Entorrhiza                                 |
|               |                                            |
| Talbotiomyces | \| \| Talbotiomyces calosporus \| \| \| \| |
|               | \| \| Talbotiomyces calosporus \| \| \| \| |
|               | Talbotiomyces calosporus                   |
|               |                                            |

|  | Talbotiomyces calosporus |
|  |                          |